# Omega (roman)
Omega este un roman științifico-fantastic din 1960 scris de autorul american Robert Sheckley și publicat ca The Status Civilization. A părut prima dată în revista Amazing Science Fiction Stories din agust 1960 (revistă editată de Cele Goldsmith) și apoi, în același an, la editura Signet.

## Traduceri
În limba română a apărut ca Omega  la Editura Valdo în 1992, cu o traducere de Mihnea Columbeanu  (ISBN 9739085113).

## Prezentare
Romanul se concentrează asupra lui Will Barrent, un om care nu-și amintește nimic despre viața sa anterioară și care se află în drum prin spațiul cosmic către planeta Omega.

## Legături externe
- en  Istoria publicării lucrării Omega la Internet Speculative Fiction Database
- Official site of Robert Sheckley
- Audio review and discussion of The Status Civilization at The Science Fiction Book Review Podcast

The Status Civilization la Proiectul Gutenberg
- The Status Civilization carte audio din domeniul public la LibriVox

## Vezi și
- 1960 în literatură
- Lista cărților științifico-fantastice publicate în România după 1989